# Åkrene
Åkrene is een plaats in de Noorse gemeente Lillestrøm, fylkeAkershus. Åkrene telt 256 inwoners (2007) en heeft een oppervlakte van 0,21 km².